# Camas Luinie
Camas Luinie (Schots-Gaelisch: Camas Luinge) is een dorp in de Schotse lieutenancy Ross and Cromarty in het raadsgebied Highland.